# Ivan Foschi
Ivan Foschi (* 6. Februar 1973 in Rimini) ist ein san-marinesischer Politiker.

## Leben
Foschi trat 1997 in die Rifondazione Comunista Sammarinese ein und war von  1998 bis 2006 Sekretär der Partei. Er kandidierte erstmals 1998 für das san-marinesische Parlament, den Consiglio Grande e Generale, belegte jedoch nur den achten Platz auf der Liste der RCS, die zwei Parlamentssitze gewann. Bei der Parlamentswahl 2001 gelang Foschi der Einzug ins Parlament auf der Liste der RCS, er verteidigte sein Mandat bei den Wahlen 2006, 2008 und 2012 jeweils auf der Liste der Sinistra Unita.
2001 wurde Foschi Mitglied des Consiglio dei XII, des Außen- und des Finanzausschusses und gehörte der san-marinesischen Delegation bei der OSZE an.
Nach den Wahlen 2006 bildete die SU mit der PSD und der AP die Regierung. Die SU stellte zwei Minister, Foschi wurde Justizminister (Segretario di Stato alla Giustizia, ai rapporti con le Giunte di Castello, all'Informazione e alla Pace), er behielt diesen Posten bei der Kabinettsumbildung 2007 nach der Aufnahme der Democratici di Centro in die Regierung.
2008 ging die SU in die Opposition, Foschi wurde Fraktionsvorsitzender der SU und Mitglied des Finanz- und Justizausschusses. Nach der Parlamentswahl 2012 wurde Foschi erneut Mitglied im Justizausschuss.